# دوک‌نشین بوهم
دوک‌نشین بوهم (České knížectví) همچنین گاهی به آن دوک‌نشین چک Duchy of Bohemia نیز گفته می‌شود؛ سابقاً بخشی از موروایای بزرگ بود و در سده نهم میلادی یک شاهزاده‌نشین مستقل شد. از اوایل سده یازدهم میلادی بخشی از امپراتوری مقدس روم شد